# スナサソリ科
スナサソリ科（スナサソリか、科名：Caraboctonidae〈カラボクトニダエ〉）は、動物に関する分類学のシステムに基づいた学術的なグループ名。南米西部のサソリで編成される2つの属を一括する分類群。1905年にドイツのカールクレペリンが設立。サソリ目の下位に位置する階級。

## スナサソリ科の下位分類群
| 仮名             | 階級 | 学名                       | 出典 |
| ---------------- | ---- | -------------------------- | ---- |
| - カラボクトヌス | 0属  | 0Caraboctonus Pocock, 1893 | 0    |
| - ハドルロイデス | 0属  | 0Hadruroides Pocock, 1893  | 0    |